# Iguatemi São Paulo
O Iguatemi São Paulo (também referido como Shopping Iguatemi São Paulo) é um shopping center da cidade de São Paulo, capital do estado brasileiro homônimo. 
É administrado pela Iguatemi Empresa de Shopping Centers S.A.. Depois do Shopping do Méier, localizado no subúrbio do Rio de Janeiro, inaugurado em 1963, o Iguatemi é o segundo shopping center da América Latina, o segundo shopping center construído no Brasil e também um dos mais famosos shoppings da cidade de São Paulo.  
É considerado um dos mais badalados centros de compras do Brasil, tendo importância nacional, segundo a revista Exame.
Localizado na Avenida Brigadeiro Faria Lima (antiga rua Iguatemi), no Jardim Paulistano, distrito de Pinheiros, na região conhecida como Jardins,  foi inaugurado em novembro de 1966, buscando inspiração num novo conceito de comércio que se estava iniciando no mundo. O Iguatemi paulistano é considerado, por seu site oficial, por alguns órgãos de imprensa, e pela Associação Brasileira de Shopping Centers como sendo o primeiro shopping center do Brasil, embora haja alguma controvérsia em relação ao Shopping do Méier, localizado no Rio de Janeiro.
O Iguatemi reúne o maior número de griffes nacionais e internacionais e é marcado pela sofisticação de seu interior.[carece de fontes?] Conta com seis cinemas, duas agências bancárias e 330 lojas, sendo quatro âncoras (Pão de Açúcar Especial, C&A, Lojas Americanas e Zara).